# Những kẻ thống trị
Những kẻ thống trị (tên gốc tiếng Anh: Jumper) là một phim khoa học viễn tưởng hành động của Mỹ năm 2008 chủ yếu dựa trên nguyên tác tiểu thuyết Jumper ra mắt năm 1992 của nhà văn Steven Gould. Phim do Doug Liman đạo diễn, với sự tham gia diễn xuất của Hayden Christensen, Jamie Bell, Rachel Bilson, Max Thieriot, AnnaSophia Robb, Diane Lane, Michael Rooker, và Samuel L. Jackson. Nội dung phim xoay quanh một chàng trai trẻ có khả năng dịch chuyển tức thời và hiểm nguy mà anh phải đối đầu khi một tổ chức bí ẩn muốn săn lùng và ám sát anh.
Kịch bản của phim phải viết lại trước khi phim được bấm máy và vai diễn của các diễn viên chính được thay đổi trong quá trình sản xuất. Những kẻ thống trị được quay tại 20 thành phố và 14 quốc gia khác nhau từ năm 2006 tới năm 2007. Phim được công chiếu ngày 14 tháng 2 năm 2008 tại Mỹ và 21 tháng 3 năm 2008 tại Việt Nam. Album nhạc phim được phát hành ngày 19 tháng 2 năm 2008. Phim dẫn đầu bảng xếp hạng doanh thu phòng vé dịp cuối tuần ra mắt với 27,3 triệu USD, dù nhận được nhiều ý kiến tiêu cực từ giới phê bình, chủ yếu là do những khác biệt lớn giữa bộ phim và nguyên tác tiểu thuyết của Gould.

## Nội dung
David Rice, 15 tuổi, phát hiện ra mình có siêu năng lực dịch chuyển tức thời sau khi rơi xuống lớp băng mỏng trên sông Huron trong khi lấy một quả cầu tuyết cho cô bạn Millie Harris. Cậu sử dụng khả năng này trốn chạy khỏi người bố bạo hành của mình và chuyển đến Thành phố New York, nơi cậu cướp ngân hàng bằng cách dịch chuyển vào kho tiền. Tám năm sau, David sống trong một căn hộ penthouse. Anh dành cả ngày để dịch chuyển đến nhiều địa điểm khác nhau, bao gồm lướt sóng ở Tahiti, ăn trưa trên đầu tượng Nhân sư ở Giza và đón một phụ nữ trong quán rượu ở London.
Một ngày nọ, David đối mặt với Roland, thủ lĩnh của tổ chức Paladin hay còn gọi là "thợ săn Jumper", những người tin rằng Jumper (Người dịch chuyển) là những kẻ ghê tởm. Mặc dù Roland sử dụng vũ khí chuyên dụng ngăn chặn khả năng dịch chuyển của Jumper, David vẫn trốn thoát về quê nhà ở Ann Arbor. Ở đó, anh dịch chuyển trở lại phòng ngủ cũ của mình. Sau đó, anh tìm thấy Millie tại nơi làm việc của cô và cũng tình cờ gặp Mark, kẻ bắt nạt cũ ở trường trung học. Họ đánh nhau và David ném Mark vào kho tiền ngân hàng mà anh đã cướp nhiều năm trước. Mark sau đó bị Roland thẩm vấn, anh ta đã kể cho hắn nghe mọi chuyện. Trong khi đó David rủ Millie đi du lịch Rome mặc dù cô nghi ngờ lối sống xa hoa của anh. Anh xâm nhập vào Đấu trường La Mã khi lính gác đuổi họ đi, và khi cô vẫn còn ở ngoài cổng, anh bị một đội Paladin tấn công.
Griffin, một Jumper giàu kinh nghiệm, đi theo David khi họ tình cờ gặp nhau ở London. Là một "thợ săn Paladin", anh ta nhanh chóng giải thích họ là ai rồi rời đi. David vô tình đuổi theo Griffin qua "vết sẹo dịch chuyển", một khoảng không do Jumper tạo ra để đi qua, đến nơi ẩn náu của anh ta ở giữa sa mạc. David quay lại Rome và bị bắt. Sau tám giờ thẩm vấn, mẹ anh, Mary, bất ngờ xuất hiện, để lại chìa khóa còng tay để anh trốn thoát trước khi các Paladin có thể giết anh. Anh nhanh chóng chạy thoát, đưa Millie đến sân bay, nói với cô rằng anh không thể lên máy bay cùng cô và sau đó quay lại chỗ Griffin.
David theo Griffin đến Tokyo, thuyết phục anh ta hợp tác để giết Roland và cứu Millie. Họ dịch chuyển đến sân bay Mỹ với hy vọng đón được Millie, nhưng cô đã về nhà. David dịch chuyển đến căn hộ của cô và cho cô thấy sức mạnh của mình trước khi nhóm Paladin đột kích vào. Anh đưa cô đến nơi ẩn náu của Griffin, khiến anh ta tức giận. Anh ta giải thích rằng công nghệ của Paladin có thể giữ cho vết sẹo dịch chuyển của Jumper mở ra và chúng cũng có thể đi qua nó. Roland và đội của hắn sau đó bất ngờ xuất hiện tại chỗ Griffin và chiến đấu với họ. Roland khống chế David và suýt giết chết anh trước khi Griffin bắn súng phun lửa.
Griffin dịch chuyển đến căn hộ của Millie và mang về chiếc máy giữ vết sẹo. Tuy nhiên, trước khi vết sẹo khép lại, một sợi cáp của nhóm Paladin đã kéo Millie trở lại căn hộ của cô. David muốn giải cứu cô trong khi Griffin từ chối giúp đỡ, nói rằng việc mất đi bạn bè và gia đình vào tay Paladin chỉ đơn giản là một phần trong cuộc sống của Jumper. Sau đó, anh ta chuẩn bị một quả bom để chuyển đến căn hộ của Millie, hy vọng giết được Roland và những thuộc cấp của hắn. David không muốn gây nguy hiểm cho Millie nên đã đánh cắp quả bom và Griffin đuổi theo anh. Họ đánh nhau qua nhiều địa điểm trên thế giới và cuối cùng là tại chiến trường Chechnya, nơi David khống chế Griffin bằng những sợi dây điện.
David quay lại căn hộ của Millie để đối đầu với các Paladin, chúng ngay lập tức bắt giữ anh. Vì muốn giải cứu Millie, anh cố gắng dịch chuyển toàn bộ căn hộ của cô, một kỳ tích mà chưa có Jumper nào thực hiện thành công cho đến thời điểm đó. David đã dịch chuyển thành công căn hộ cùng Millie và các Paladin xuống sông Huron, nơi anh từng rơi xuống khi còn là thiếu niên. Sau đó David dịch chuyển Millie và Roland đến thư viện, mặc dù những cú dịch chuyển liên tiếp khiến anh bất tỉnh. Millie giúp anh tỉnh lại và anh dịch chuyển Roland đến một hang động phía trên sông Colorado ở Grand Canyon, nhắc nhở hắn rằng anh khác với những Jumper khác vì anh đã không giết hắn khi có cơ hội.
David tìm đến nhà của mẹ anh, người cũng là một Paladin và đã bí mật bảo vệ anh bằng cách giấu thông tin của anh với đồng nghiệp của bà. David chấp nhận rằng hai mẹ con họ ở hai chiến tuyến khác nhau và chào tạm biệt bà, sau đó cùng Millie dịch chuyển đến một nơi ấm áp hơn.